# Naga (Cebu)
Naga (ceb. Dakbayan sa Naga, tagalski Lungsod ng Naga) – miasto na Filipinach, w prowincji Cebu (region Środkowe Visayas), na wschodnim wybrzeżu wyspy Cebu. Według spisu ludności z maja 2020 roku, zamieszkiwało je 133 184 mieszkańców.